# Johann Heinrich Füssli
Johann Heinrich Füssli (Zürich, 7 februari 1741 - Putney bij Londen, 16 april 1825) was een Zwitsers-Britse schilder en publicist die in Engeland als Henry Fuseli bekend werd.

## Levensloop
Hij werd geboren als zoon van portrettist en kunsthistoricus Johann Caspar Füssli (1706-1782) en Elisabeth Waser (1715-1759). Net als zijn vier broers en zussen ontving Johann Heinrich een artistieke opleiding. Hij kopieerde oude meesters en werd door zijn vader onderwezen in de kunstgeschiedenis. Hij studeerde theologie aan het Collegium Carolinum in Zürich en kwam daar onder invloed van de historicus Johann Jakob Bodmer (1698-1783) en de filosoof Johann Jacob Breitinger (1701-1776). Via Bodmer leerde Füssli de werken van Homeros, Dante, Shakespeare en Milton kennen. Verder sloot Füssli daar een levenslange vriendschap met Johan Kaspar Lavater. In 1761 werd Füssli predikant in de hervormde kerk. Nadat hij samen met Lavater een pamflet schreef tegen een corrupte notabele dat schandaal veroorzaakte, trok Füssli naar het buitenland. Hij trok door de Duitse landen en na een kennismaking met diplomaat sir Andrew Mitchell trok hij naar Londen. Daar vestigde hij zich in 1764 en trachtte een literaire loopbaan uit te bouwen. Hij schreef een Engelse vertaling van een discours van Johann Joachim Winckelmann, Reflections on the Painting and the Sculpture of the Greeks, die niet positief werd ontvangen. Na een verblijf in Frankrijk probeerde hij het gedachtegoed van Jean-Jacques Rousseau in Engeland ingang te doen vinden, maar ook dit kende geen bijval.
Een ontmoeting met schilder Joshua Reynolds bleek beslissend voor zijn carrière. Deze was lovend over enkele schetsen van Füssli, die daarop besloot schilder te worden door de antieke cultuur en de 16e-eeuwse Italiaanse meesters in Italië te gaan bestuderen. Tussen 1770 en 1778 woonde hij in Rome en omringde zich met Britse en Noord-Europese jonge kunstenaars. Voor zijn terugkeer naar Engeland maakt hij nog een reis naar Noord-Italië en Zwitserland. Daar maakte hij een groot schilderij, Eed op de Rütli, bestemd voor het stadhuis van Zürich.
Terug in Londen begin Füssli zijn werk te exposeren. De Nachtmerrie, tentoongesteld in 1782 in de Royal Academy, vestigde zijn naam. Voor John Boydell schilderde negen doeken geïnspireerd door het werk van William Shakespeare voor de Shakespeare Gallery. Ook deze werken kenden groot succes. Ondertussen bleef hij ook literair actief. Hij werkte mee aan een vertaling van de Ilias door William Cowper (1786), hij correspondeerde met dichter William Blake en zag toe op de vertaling van een werk over de fysionomie van zijn vriend Lavater (1792). In 1790 werd hij verkozen in de Royal Academy of Arts en maakte als introductiewerk het schilderij Thor in gevecht met de slang Midgard. Een poging van Füssli om naar het voorbeeld van de Shakespeare Gallery een Milton Gallery op basis van het werk van John Milton te creëren, liep slecht af. De galerij moest al na twee maanden sluiten. In 1799 werd hij benoemd tot hoogleraar schilderkunst aan de Royal Academy. Hij bleek een geliefd lesgever, want in 1807 ontving hij een zilveren vaas als blijk van erkentelijkheid van zijn studenten. In 1817 werd hij gekozen tot lid van de Sint-Lucasacademie in Rome op voorspraak van beeldhouwer en schilder Antonio Canova. Tot op hoge leeftijd bleef hij schilderen.
Füssli overleed in het huis van de gravin van Guilford ten zuidwesten van Londen op 84-jarige leeftijd.

### Huwelijk

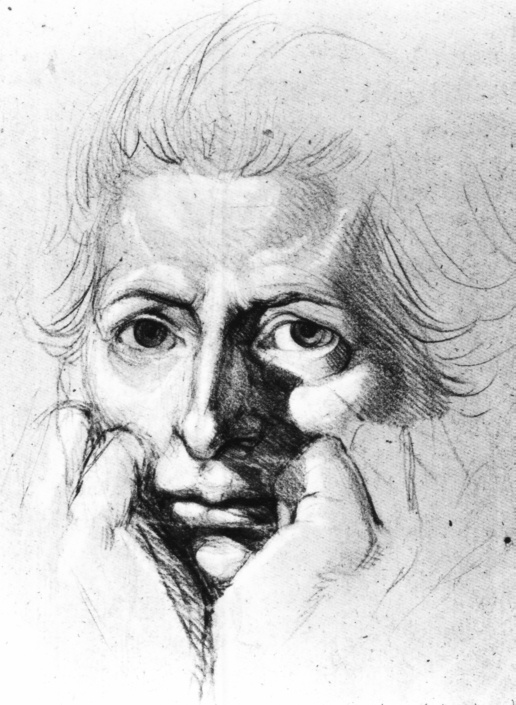
Zelfportret (1790)

In 1788 huwde Füssli met Sophia Rawlins (1770-1832), een voormalig schildersmodel. Dit weerhield hem er niet van relaties met andere vrouwen te onderhouden, waaronder een met schrijfster en feministe Mary Wollstonecraft.

## Persoonlijkheid
Füssli stond bekend als een avontuurlijke persoonlijkheid, welbespraakt met een groot zelfvertrouwen. Hij had radicale ideeën maar had anderzijds ook een grote nood aan officiële erkenning. In het publieke leven was hij ondernemend en wist gemakkelijk de steun van mecenassen te vinden.

## Stijl
Füssli bewonderde het werk van Michelangelo en de Italiaanse maniëristen. Ook komen er in zijn werk figuren voor die een sterke verwantschap vertonen met de klassieke beeldhouwkunst. Hij had een voorliefde voor epische thema's en inspireerde zich op heel verschillende literaire bronnen, van Shakespeare over Milton tot de Noordse mythologie. Ook de thema's, de dramaturgie en de belichting van het theater waren bepalend voor zijn werk.
Op technisch gebied doet het werk van Füssli onder bij dit van de meest getalenteerde schilders van het einde van de 18e eeuw. Het mist finesse en raffinement, maar valt op door creativiteit en onconventionele thema's. In veel van zijn werken geeft hij het sublieme weer in de vorm van het angstaanjagende. Zijn werk is bijzonder expressief en onconventioneel, in zijn tijd choquerend en provocerend. Hij maakt gebruik van vreemde verkortingen en verbeeldt met name het irrationele door werelden te creëren die vaak in strijd zijn met dagelijkse zintuiglijke ervaringen. Zijn werk vertoont vaak een voorkeur voor het macabere en het nachtmerrieachtige.

## Afbeeldingen

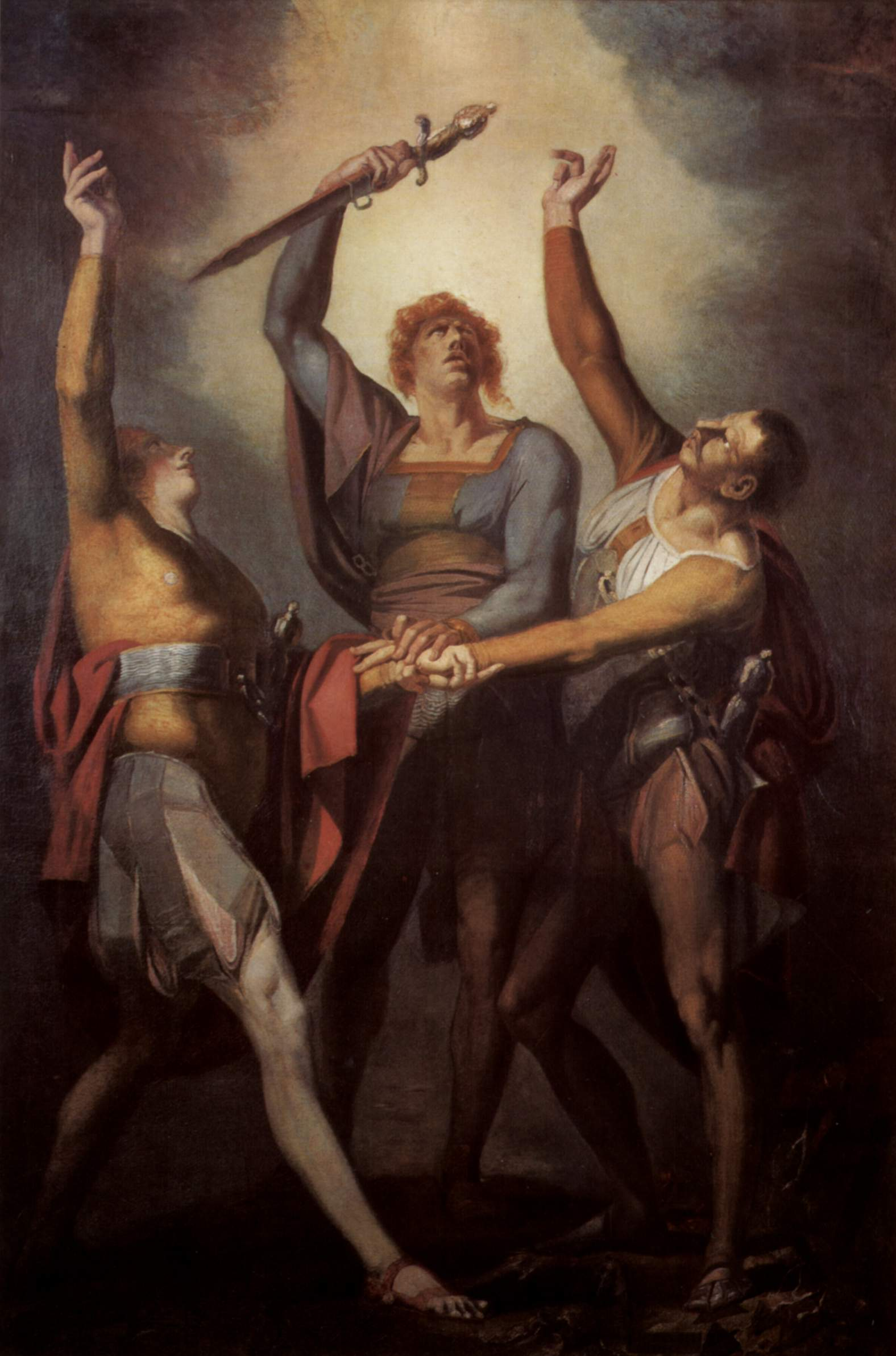
De Eed op de Rütli, 1780, Kunsthaus Zürich
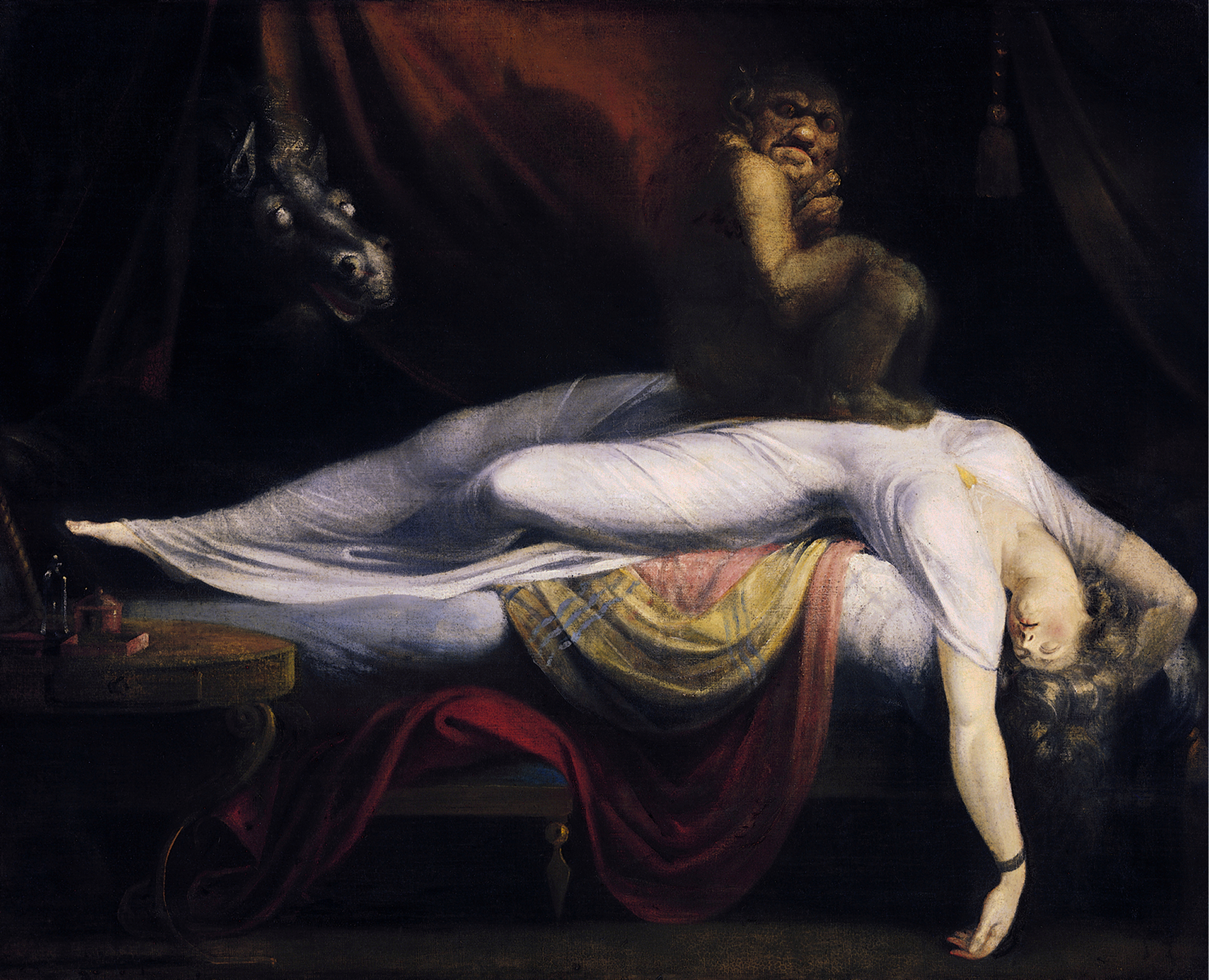
De nachtmerrie, 1781, Detroit Institute of Arts (Füssli's bekendste doek)
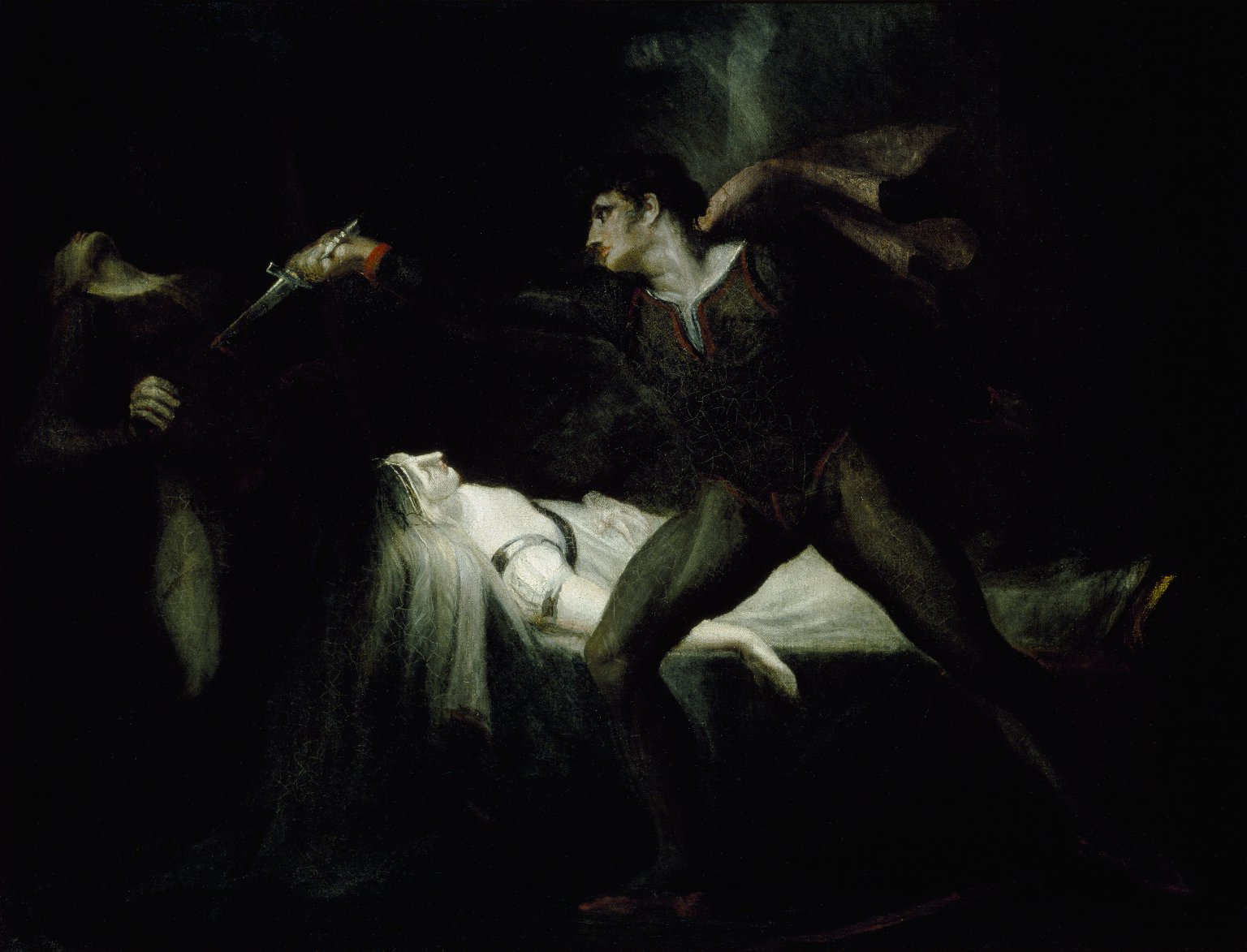
Romeo steekt Paris neer bij de baar van Julia, ca. 1809

- Auckland Art Gallery Toi o Tāmaki: 1862
- Bibsys: 15031234
- Biblioteca Nacional de España: XX830307
- Bibliothèque nationale de France: cb12176361j (data)
- Catàleg d'autoritats de noms i títols de Catalunya: 981058518260406706
- CiNii: DA02428756
- Stuttgart Database of Scientific Illustrators 1450–1950: 1754
- Gemeinsame Normdatei: 118536745
- Historisch woordenboek van Zwitserland: 011809
- International Standard Name Identifier: 0000 0001 2275 5592
- KulturNav: a0858227-71b0-40da-8f41-631bdb559d3f
- Library of Congress Control Number: n79021856
- Nationale Bibliotheek van Letland: 000229417
- MusicBrainz: 6f35a3cc-6295-422a-b142-783d878150d5
- Bibliotheek van het Japanse parlement: 00440350
- National Gallery of Victoria: 971
- Nationale Bibliotheek van Tsjechië: js20070406004
- Nationale bibliotheek van Australië: 35108211
- Nationale Bibliotheek van Israël: 987007261420005171
- Nationale Bibliotheek van Polen: a0000002861424
- Nationale en Universitaire bibliotheek Zagreb: 000112085
- Nederlandse Thesaurus van Auteursnamen: 069378843
- Réseau des bibliothèques de Suisse occidentale: 02-A000067318
- RKD-Nederlands Instituut voor Kunstgeschiedenis: 29715
- LIBRIS: 187709
- SIKART: 4022806
- SNAC: w6qd0vwg
- Système universitaire de documentation: 030324890
- Museum of New Zealand Te Papa Tongarewa: 815
- Trove: 829009
- Union List of Artist Names: 500115235
- Virtual International Authority File: 53061
- WorldCat: E39PBJxMpwttDxpVXJ8VQVtqcP